# Кемел, Мырзагельды
Мырзагельды Кемел (каз. Мырзагелді Кемел; 15 января 1949, Мактааральский район, Чимкентская область, Казахская ССР, СССР — 18 июля 2020) — казахский писатель, государственный и общественный деятель, доктор экономических наук (2004), профессор. Член Союза писателей Казахстана.

## Биография
Родился в 1949 году в Мактааральском районе Южно-Казахстанской области. Происходит из рода байлар-жандар племени конырат.
В 1971 году окончил Ташкентский институт инженеров ирригации и механизации сельского хозяйства по специальности электрификация сельского хозяйства.
В 2000 году окончил юридический факультет Таразского государственного университета им. М. Х. Дулати по специальности юрист.
Трудовую деятельность начал в 1971 году старшим инженером в совхозе «30 лет Октября» в Мактааральском районе.
С 1975 по 1992 годы — директор совхоза, партийный и советский работник Мактааральского района.
С 1994 по 1995 годы — депутат Верховного Совета Республики Казахстан 13-го созыва от Жетысайского избирательного округа № 127 Южно-Казахстанской области.
С 1995 по 2004 — депутат Мажилиса Парламента Республики Казахстан І и ІІ созывов.
С 2004 по 2007 годы — заведующий сектором аппарата Мажилиса Парламента Республики Казахстан.
С 2007 по 2010 годы — профессор Академии государственного управления при Президенте РК.
С 2010 по 2012 годы — советник председателя правления АО «Аграрная кредитная корпорация» Министерства сельского хозяйства Республики Казахстан.
С 2012 по 2013 годы — заместитель директора правового департамента Федерации профсоюзов РК.
С 2013 года — профессор кафедры «Менеджмент» Евразийского национального университета.
Скончался 18 июля 2020 года, похоронен на мусульманском кладбище (Интернациональный 1) микрорайона Интернациональный города Астана.

## Научные, литературные труды
В 2004 году защитил учёную степень доктора экономических наук, тема диссертации: «Развитие кооперации в аграрном секторе Казахстана в условиях рыночных отношений», в 2009 году степень профессора экономических наук.
Автор 14 монографий, 3 учебных пособий, более 100 научных статей, 10 книг в области духовности.
В 2013 году издательством «Қазығұрт» издан сборник избранных произведений в 2-х томах.

## Награды и звания
- Указом Президента Республики Казахстан за заслуги перед Отечеством награждён орденом «Курмет» (13 декабря 2013 года)[5][нет в источнике] и несколькими правительственными, юбилейными медалями.
- Академик Национальной академии естественных наук Республики Казахстан[6]
- Благодарностью Президента Республики Казахстан с вручением нагрудного знака «Алтын Барыс»
- 1998 — Медаль «Астана»
- 2001 — Медаль «10 лет независимости Республики Казахстан»
- 2005 — Медаль «10 лет Конституции Республики Казахстан»
- 2006 — Медаль «10 лет Парламенту Республики Казахстан» и др.